# Kleobule (Mutter des Demosthenes)
Kleobule (altgriechisch Κλεοβούλη; geboren um 408 v. Chr.; gestorben nach 363 v. Chr.) war die Mutter des bekannten athenischen Redners Demosthenes.

## Leben
Kleobule, deren Name nicht in zeitgenössischen, sondern erst in späteren Quellen bezeugt ist, war die Tochter des Atheners Gylon und – nach der Behauptung von Demosthenes’ politischem Gegner Aischines – einer wohlhabenden Skythin. Eine Schwester Kleobules ging eine Ehe mit dem Athener Demochares von Leukonoë ein. Kleobule selbst heiratete um 386 v. Chr. den vermögenden älteren Demosthenes, der eine Schwertmanufaktur besaß und aus dem attischen Demos Paiania stammte.
Kleobule gebar ihrem Gatten 384 v. Chr. einen Sohn, den späteren Redner Demosthenes, und zwei Jahre später eine Tochter. Doch die beiden Kinder wurden bald Halbwaisen, da ihr Vater bereits um 376 v. Chr. starb. Aphobos, Demophon und Therippides waren von dem Verstorbenen zu Vormündern seiner Kinder ernannt worden. Kleobule, die den kleinen Demosthenes sehr verwöhnte, beschuldigte die Vormünder, das relativ hohe Erbe ihres Gatten durch Misswirtschaft geschmälert zu haben; außerdem hätten sie sich daran bereichert. Die Hinterlassenschaft reichte aber dennoch aus, um ihren Kindern eine gute Ausbildung zu ermöglichen. Demosthenes studierte bei einem ausgezeichneten, auf Erbschaftsprozesse spezialisierten Anwalt und belangte als 20-Jähriger seine ehemaligen Vormünder juristisch. 363 v. Chr. – noch zu Lebzeiten seiner Mutter – zog er Aphobos vor Gericht und hielt dabei seine ersten Reden, doch konnte er nur einen Teil seines Erbes zurückgewinnen.
Kleobules Tochter heiratete Laches. Ihr gemeinsamer Sohn war der spätere attische Politiker und Redner Demochares.